# Juan Antonio Ríos Morales
Juan Antonio Ríos Morales (Cañete, 10 de novembre de 1888 - Santiago de Xile, 27 de juny de 1946) fou un advocat i polític xilè que desenvolupà la seva tasca com a regidor, cònsol, diputat, senador, ministre d'Estat i president de la República de Xile.
Militant del Partit Radical, fou elegit president el 1942 en les eleccions celebrades després de la inesperada mort de Pedro Aguirre Cerda. Durant el seu mandat, Ríos hagué de fer front als anys més durs de la Segona Guerra Mundial, fet que es traduí en el trencament de les relacions diplomàtiques amb els països de l'Eix el 1943 i la declaració de guerra al Japó el 1945.
En aquests anys va continuar el procés d'industrialització iniciat pel seu antecessor, essent destacable la creació de la Companyia d'Acers del Pacífic, l'Empresa Nacional d'Electricitat i el descobriment de jaciments petrolífers a la regió de Magallanes.
Ríos Morales va intentar establir un govern d'unitat nacional, formant els seus governs amb militants tant de partits d'esquerra com de dretes. Tanmateix, va haver de fer front a una forta oposició de certs partits, especialment el seu mateix, els quals criticaven el seu fort personalisme.
Mort en l'exercici del càrrec, la seva defunció va marcar l'inici de la polarització de la política xilena, amb resultats cada cop més estrets a les posteriors eleccions presidencials. Alhora, la seva relativa popularitat va contrastar amb el declivi progressiu de la seva formació, el Partit Radical. En el seu honor es va batejar una població a la comuna d'Independència, així com un dels llacs més grans del país, el Llac President Ríos, així com un monument a la plaça d'armes de la seva ciutat natal.